# Velika Reka
Pour un village kosovar, voir Velika Reka (Podujevo).
Pour un autre village kosovar, voir Velika Reka (Vučitrn).
Velika Reka (en serbe cyrillique : Велика Река) est un village de Serbie situé dans la municipalité de Mali Zvornik, district de Mačva. Au recensement de 2011, il comptait 389 habitants.

## Géographie
Velika Reka est située sur la route Belgrade-Šabac-Bajina Bašta, à environ 20 km en amont de Mali Zvornik. Le village se trouve sur un plateau fertile qui longe la rive droite de la Drina. Il droit son nom à la rivière Velika reka qui se jette dans la Drina à sa hauteur. Administrativement, il englobe les hameaux de Centar (Čovići) et Petkovići (Vranjača, Rakići, Sastavci et Planina).

## Histoire

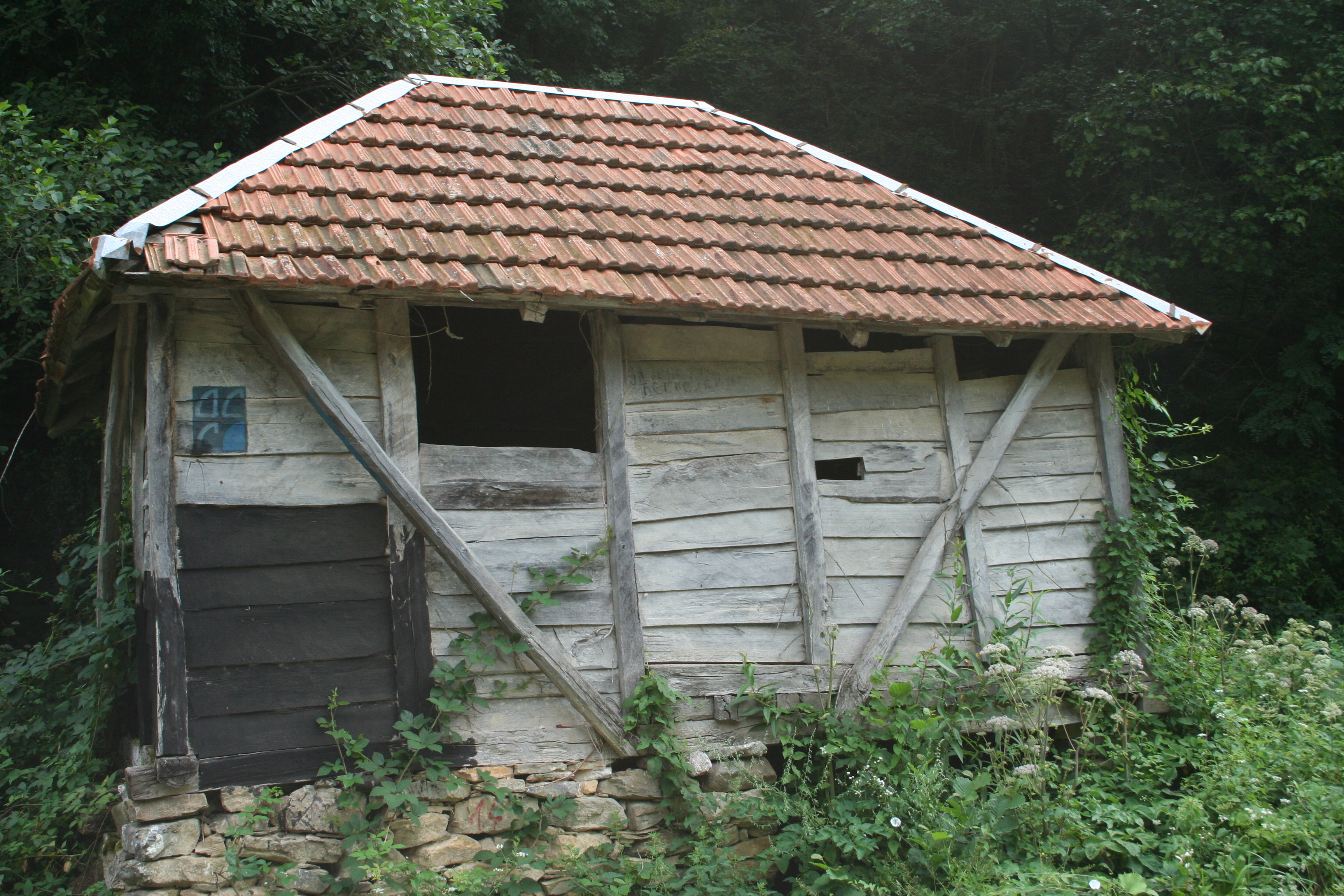
Le moulin à Rakići
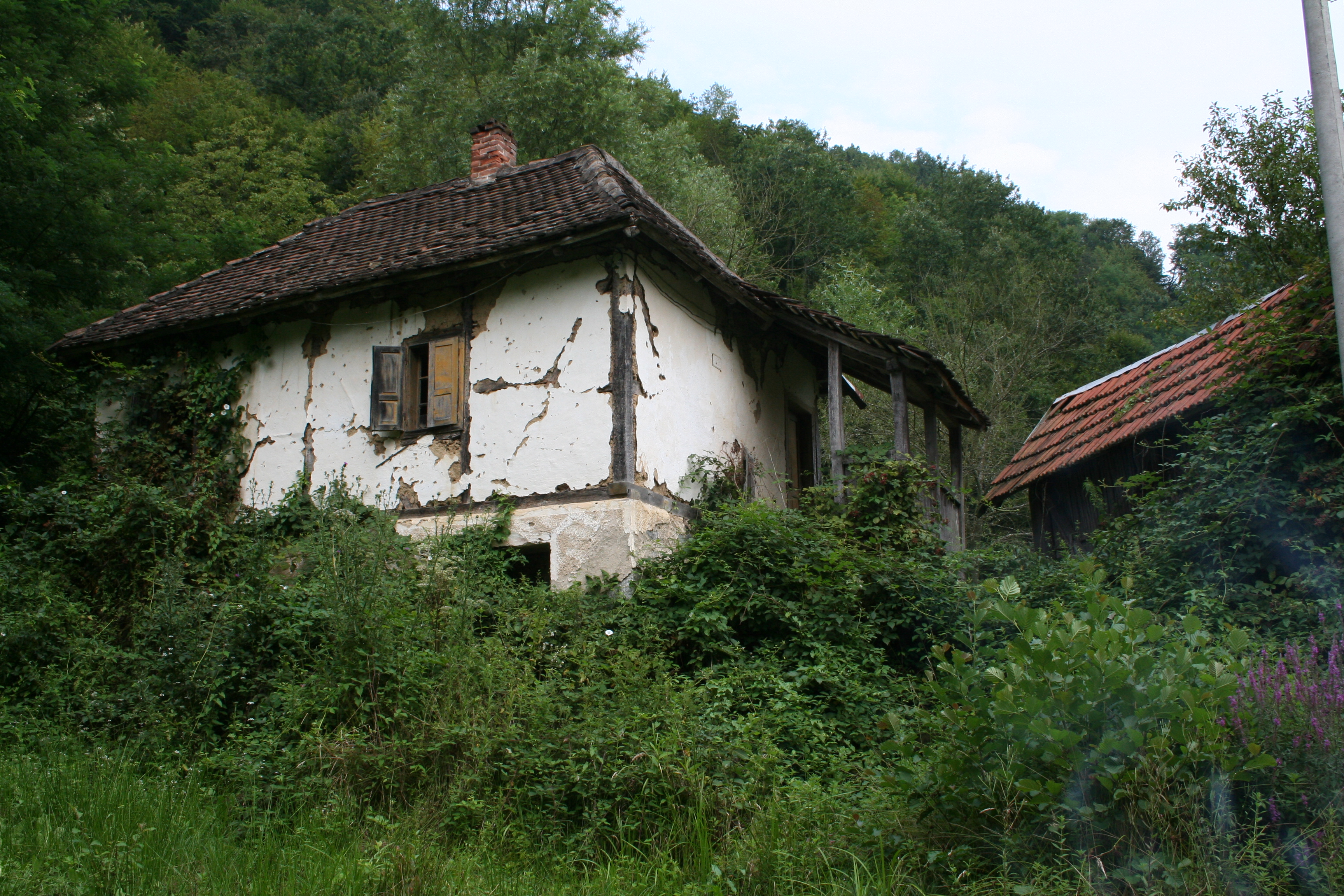
Maison ancienne à Velika Reka
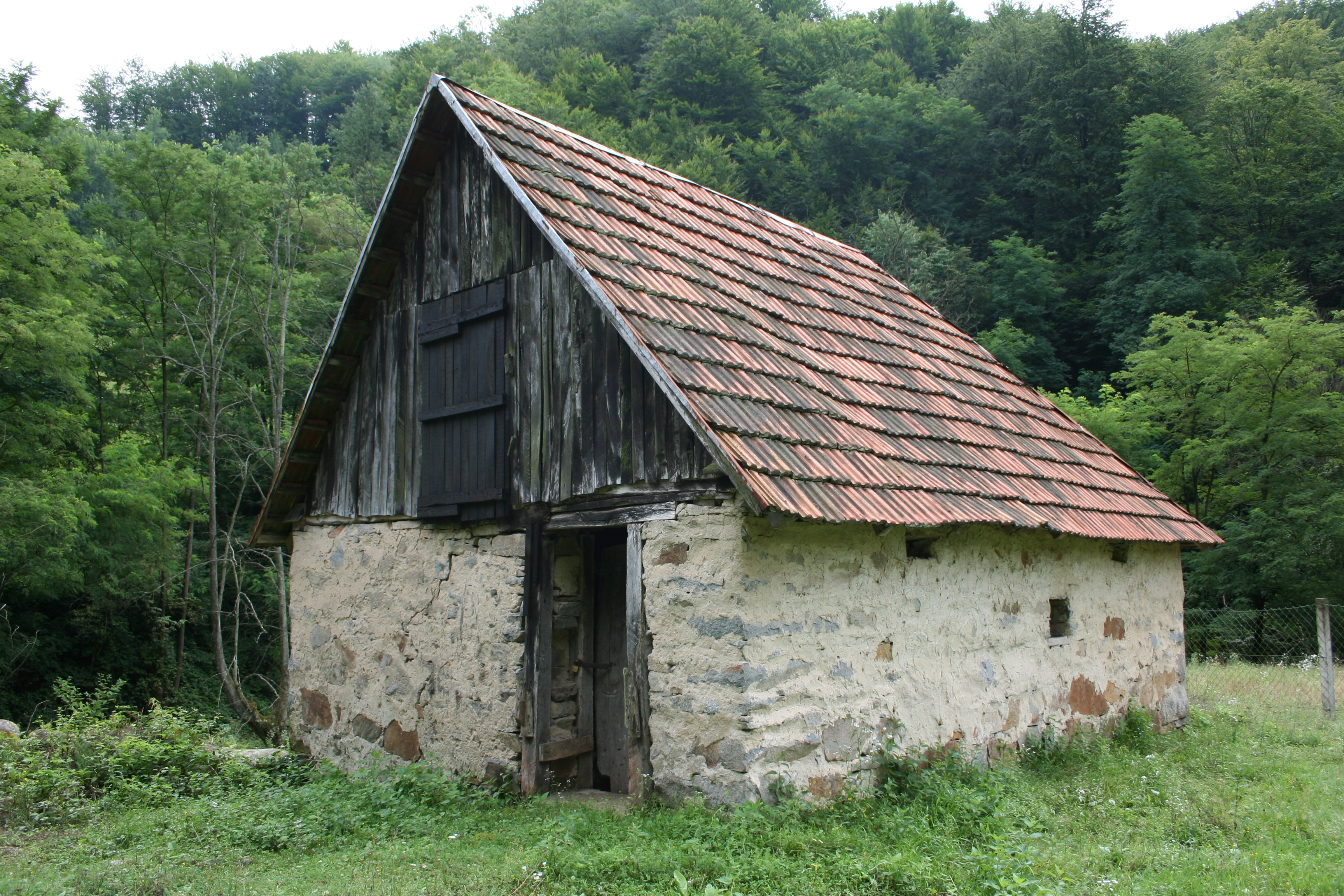
Étable à Velika Reka
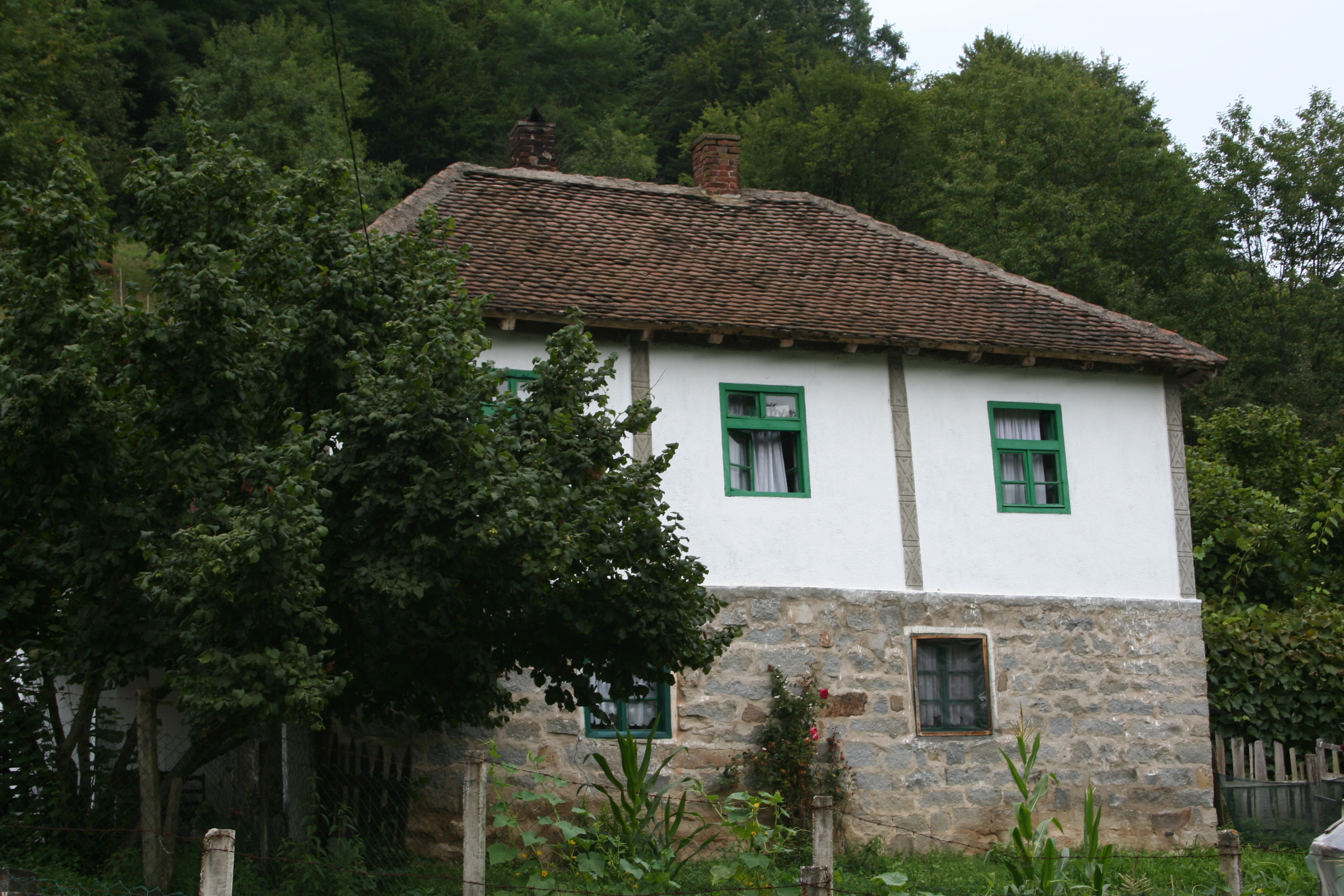
Maison ancienne à Velika Reka
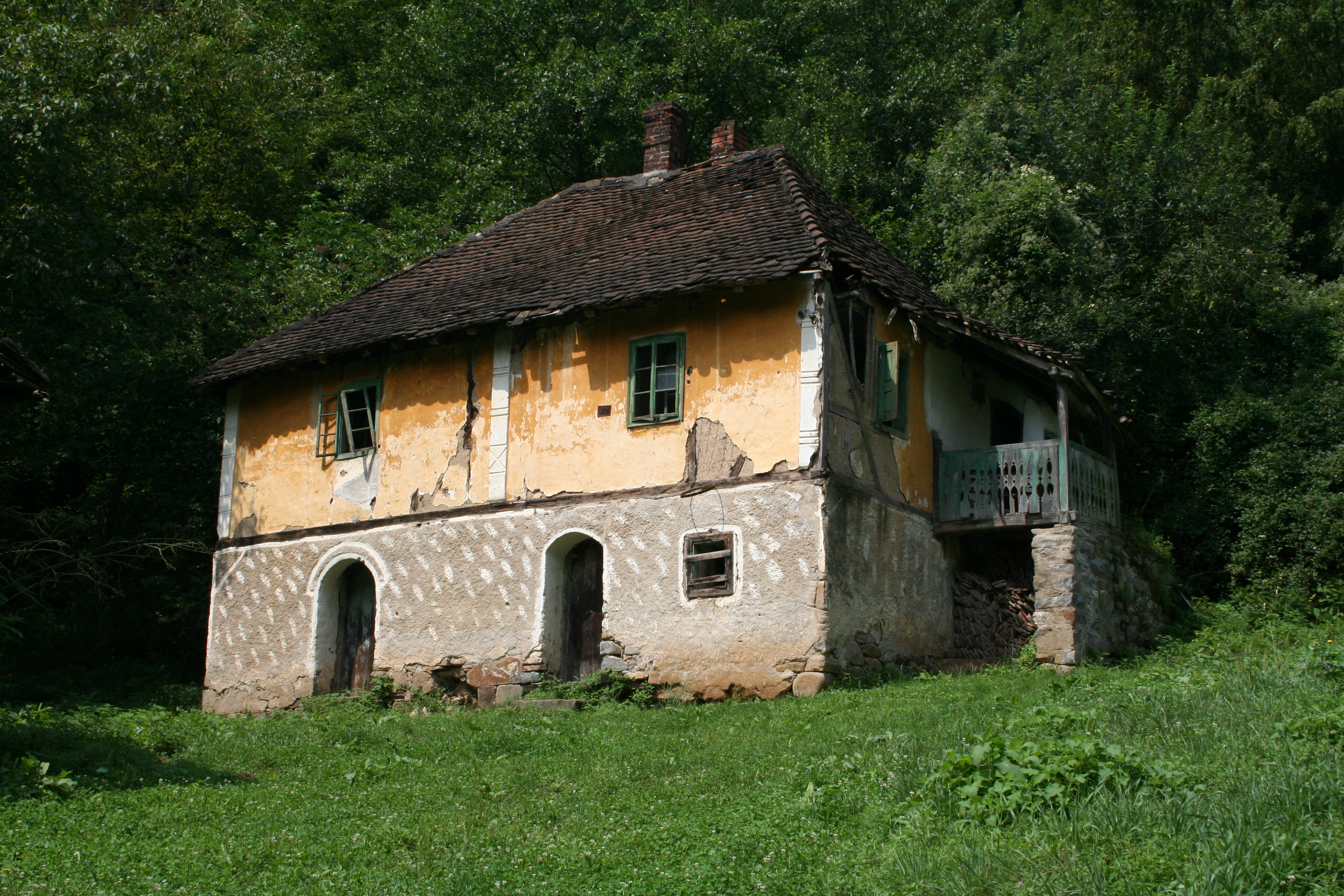
Maison ancienne à Velika Reka
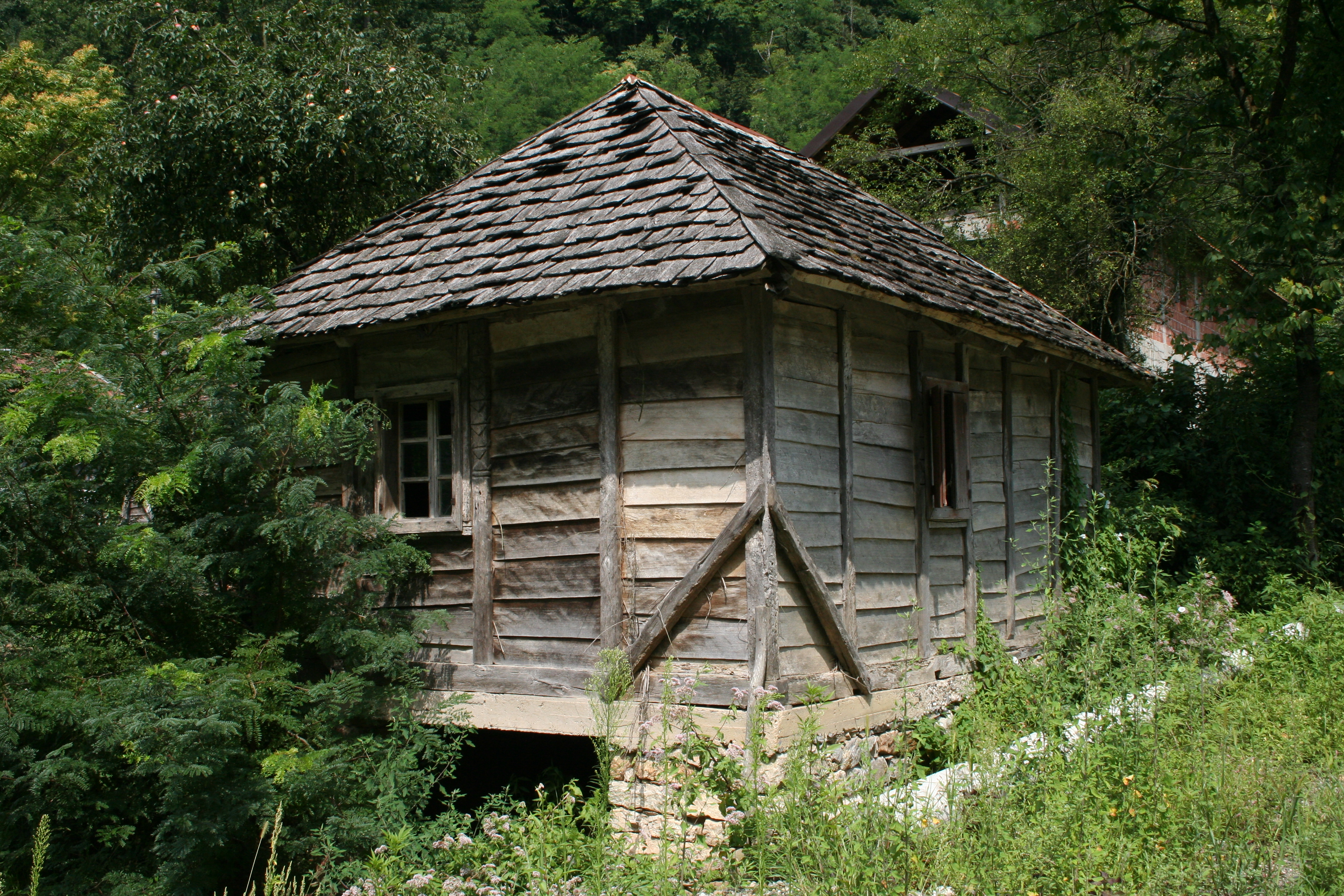
Moulin à Velika Reka
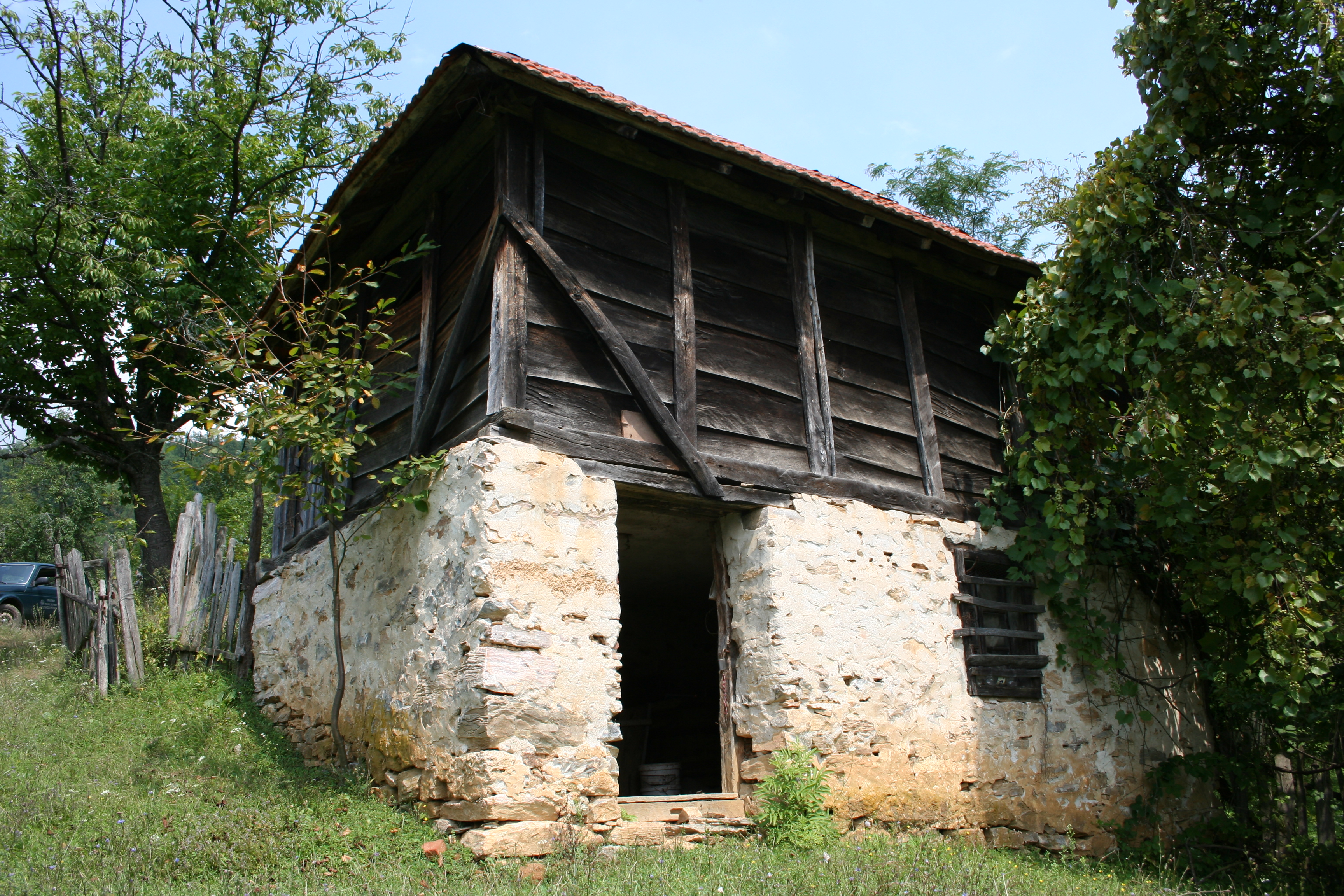
Construction ancienne à Ilići
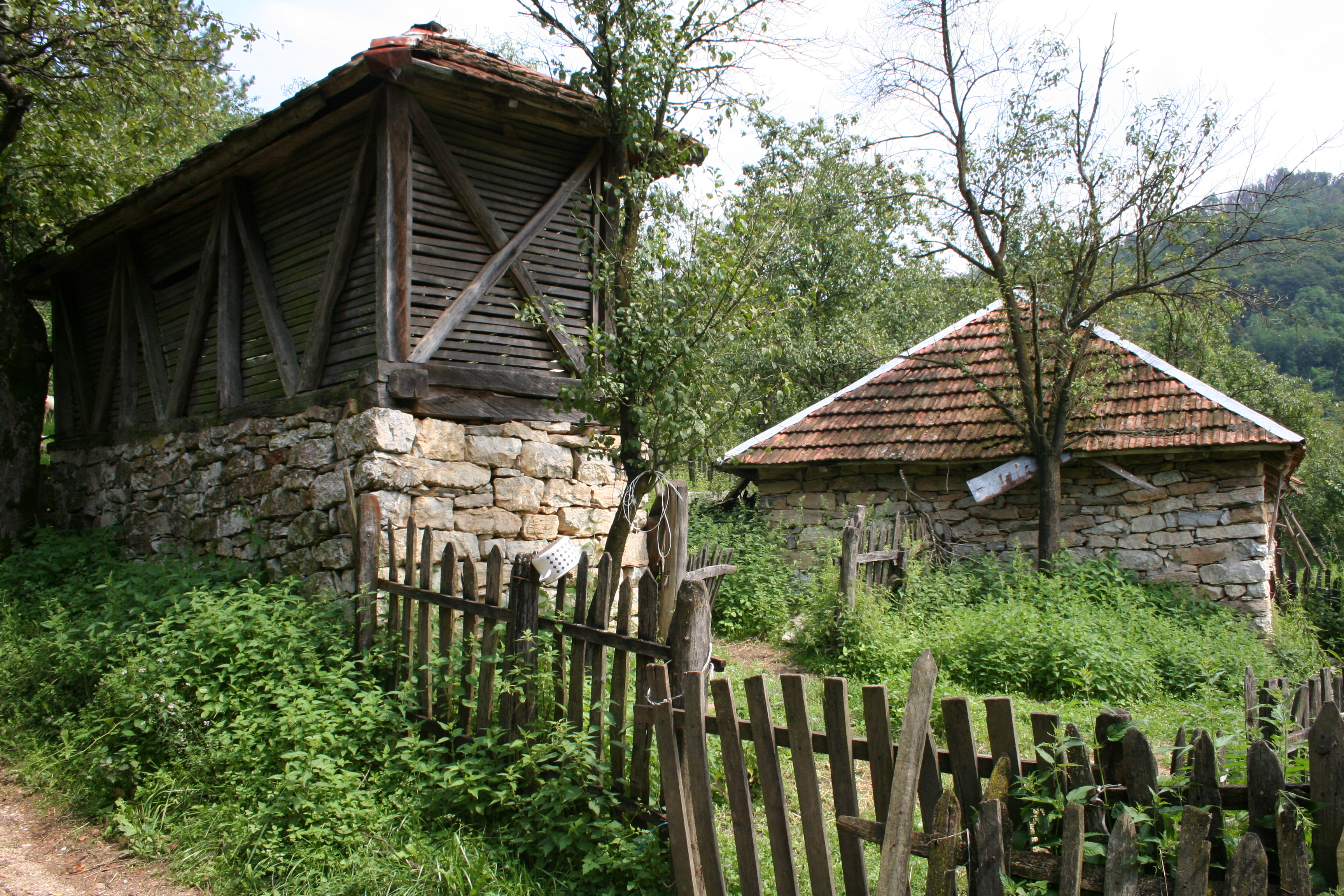
Constructions anciennes à Ilići

## Démographie
| 1948 | 1953 | 1961 | 1971 | 1981 | 1991 | 2002 | 2011 |
| ---- | ---- | ---- | ---- | ---- | ---- | ---- | ---- |
| 661  | 721  | 680  | 652  | 472  | 521  | 476  | 389  |

|  |